# 约翰·戴维斯 (冰球运动员)
约翰·戴维斯（英語：John Davies，1928年7月14日—2009年1月19日），加拿大男子冰球运动员，场上位置是后卫。他曾代表加拿大参加1952年冬季奥林匹克运动会冰球比赛，获得一枚金牌。